# Norbert Röttgen
Norbert Röttgen (2. července 1965, Meckenheim, Německo) je německý křesťansko-demokratický politik. V letech 2009 až 2012 byl ve vládě Angely Merkelové federálním ministrem životního prostředí.